# The Spider (1940)
The Spider é um filme em preto e branco dos gêneros drama, policial e suspense do Reino Unido, dirigido por Maurice Elvey e lançado em 1940.